# Усадьба Татищева
Усадьба Татищева — городская усадьба в Москве по адресу Петровский бульвар дом 8. Объект культурного наследия федерального значения.

## История
Действительный статский советник Евграф Васильевич Татищев, сын историка Василия Никитича Татищева, во второй половине XVIII века был хозяином земельного участка на Петровском бульваре. Здесь он построил городскую усадьбу, ансамбль которой включал в себя главный дом, два флигеля и служебный дворовый корпус. Автор проекта в стиле московского классицизма неизвестен, иногда работу приписывают М. Ф. Казакову, можно также предположить, что это был один из приближенных к нему архитекторов.
Имение перешло по наследству сыну Татищева Ростиславу. Новый владелец украсил дом картинами, коллекционированием которых он увлекался, а одна из комнат была целиком оформлена зеркалами, что по воспоминаниям Е. П. Яньковой было для того периода весьма необычным. Ростислав Евграфович очень гордился, что однажды гостем в его доме стал император Павел I. После смерти Татищева дом достался его дочери Елизавете, жене князя С. С. Вяземского, от неё владение унаследовала её дочь Варваре Сергеевна Ершова. В 1860-е она продала усадьбу купцу 1-й гильдии Лев Иванович Катуар, который заказал частичную перестройку дома и флигелей архитектору А. С. Каминскому, выполненную в 1869 году. С 1899 года, когда Катуар скончался, и до 1917 года имением владели его сыновья Андрей, Георгий и Лев.
При Катуарах некоторое время часть площади усадьбы занимала редакция газеты «Курьер», издававшаяся с 1897 по 1904 год.
Во времена СССР здесь располагался НИИ рефлексотерапии, а после него НИИ традиционных методов лечения.
По состоянию на 2017 год  усадьбу делят медицинское и детское учреждения.
Внутренняя планировка главного дома с парадным вестибюлем и анфиладой второго этажа сохранилась до настоящего времени.

### Современное состояние
На начало 2017 года, правый флигель усадьбы (стр.1) — в неудовлетворительном состоянии. Историческая планировка и оформление интерьеров не сохранились. Охранные обязательства оформлены между Мосгорнаследием и двумя учреждениями — ФГУК «Аптека клинической больницы № 83» Федерального медико-биологического агентства и АНО «Гинза Проджект». Одновременно корпус находится в оперативном управлении федерального Агентства по управлению и использованию памятников (АУИПИК). Обязательства по сохранению объекта прежним арендатором выполнены не были, договор аренды расторгнут. В марте 2017 года Мосгорнаследием утверждено охранное обязательство. Агентством в Мосгорнаследии запрошен акт технического состояния памятника с перечнем необходимых работ по его сохранению.